# Cajado de Moisés

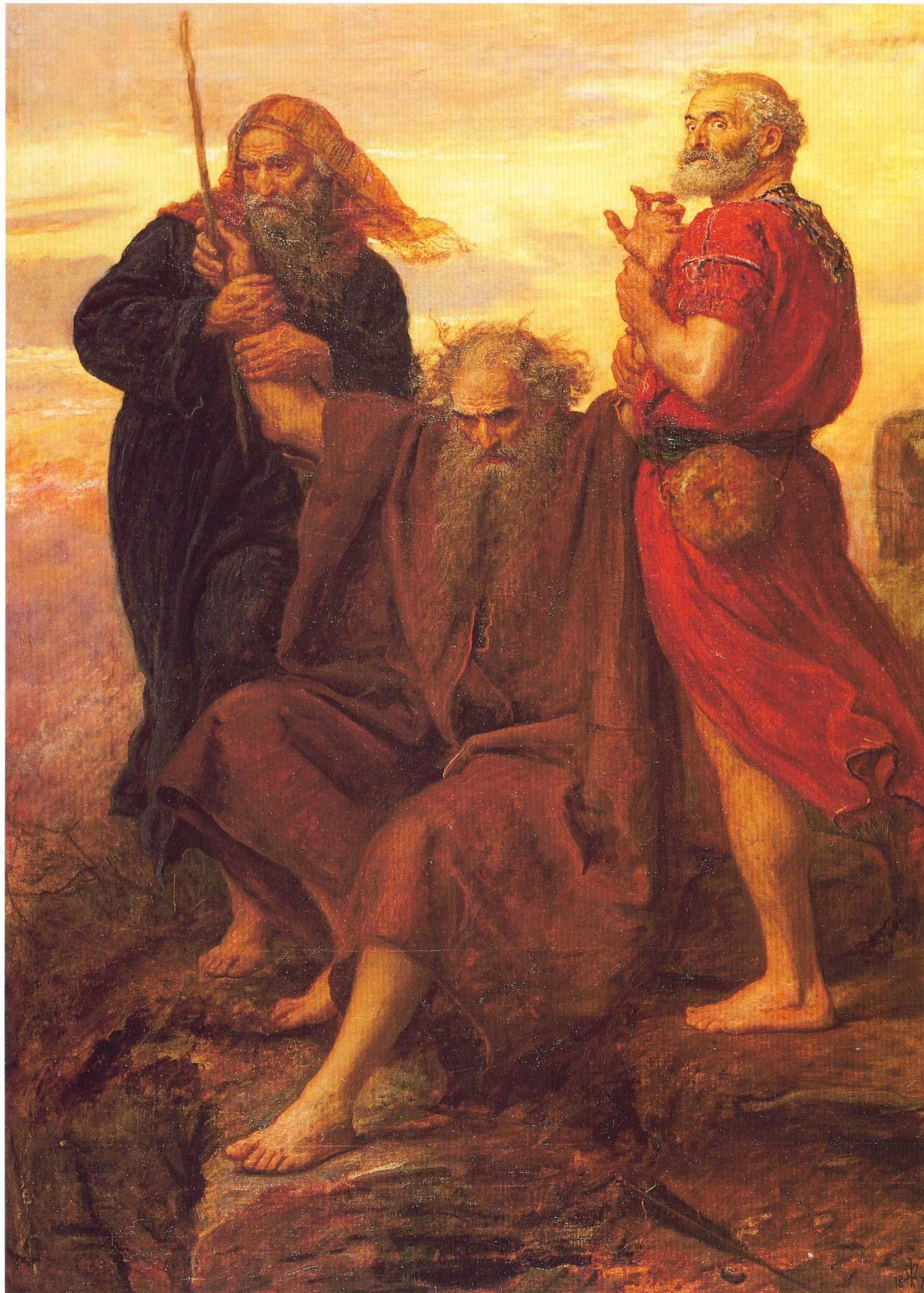
Moisés segurando seu cajado na Batalha de Refidim, por John Everett Millais

O Cajado de Moisés, também conhecido como Vara de Moisés ou Cajado de Deus, é um cajado mencionado na Bíblia como uma bengala usada por Moisés. De acordo com o livro do Êxodo na Bíblia, o pessoal (em hebraico:  מַטֶּה, romanizado: matteh, traduzido como "vara" na Bíblia Jerusalém) foi usado para produzir água de uma rocha, foi transformado em uma cobra e nas costas, e foi usado na divisão do Mar Vermelho. Se o cajado de Moisés era ou não o mesmo usado por seu irmão Aarão (conhecido como vara de Aarão) tem sido debatido por eruditos rabínicos.

## Referências à equipe

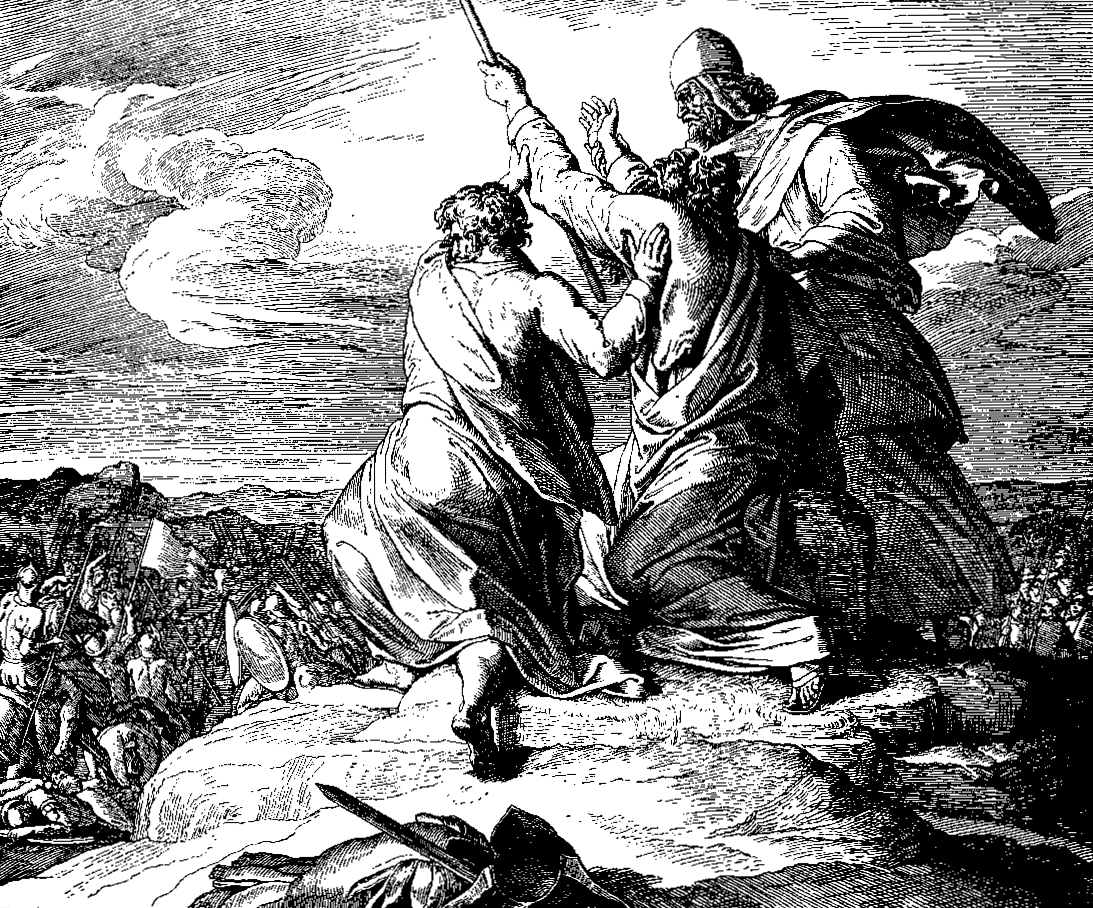
Batalha com os amalequitas, de Julius Schnorr von Carolsfeld (1860), representando Êxodo 17:8-16.

## Suposta localização atual

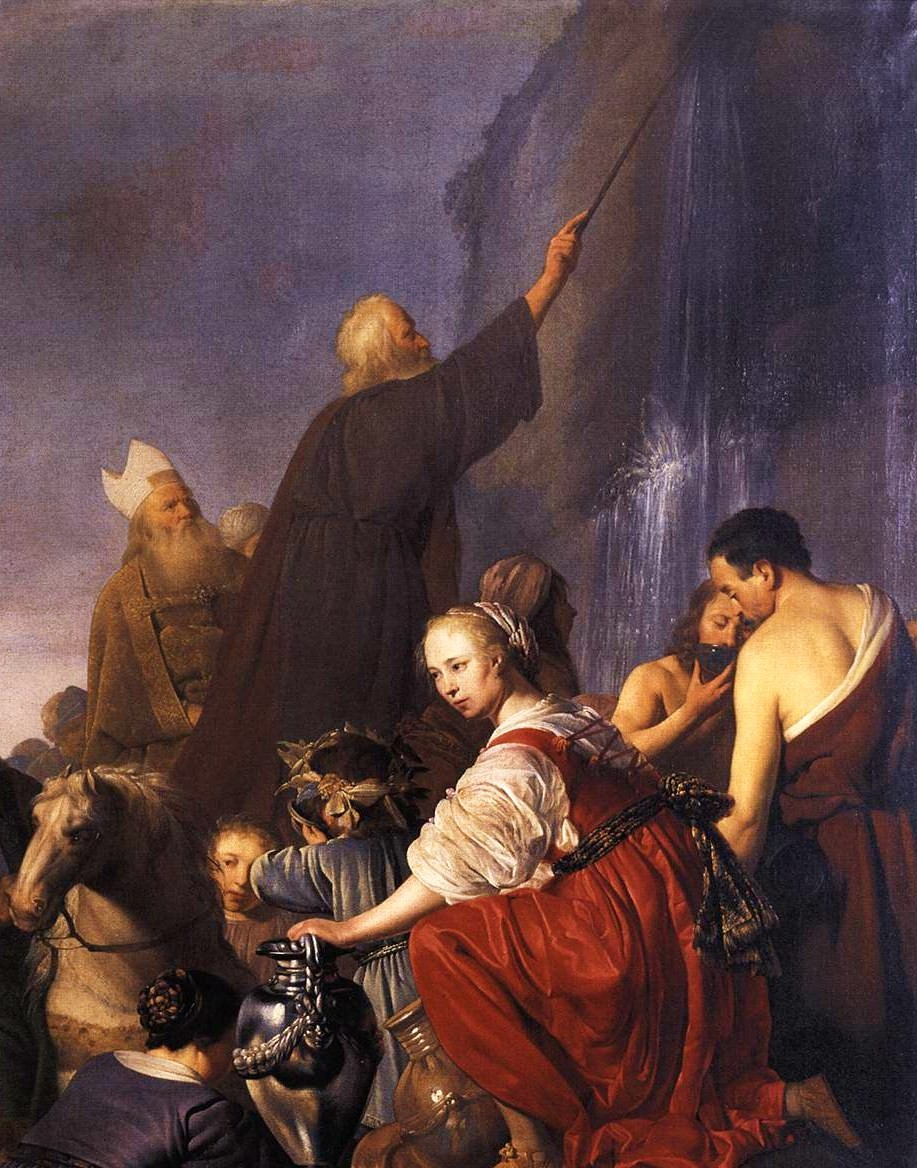
Moisés golpeia a rocha com seu cajado, pintura de Pieter de Grebber, c.1630